# Prunus prostrata
Prunus prostrata — вид квіткових рослин із підродини мигдалевих (Amygdaloideae).

## Біоморфологічна характеристика
Це листопадний кущ 60–100 см у висоту і зазвичай набагато ширший. У суворих умовах свого рідного середовища існування цей вид зазвичай утворює щільний, низькорослий чагарник, дуже несхожий на досить вільнорослу рослину, яку часто можна побачити під час культивування. 

## Поширення, екологія
Росте у Середземномор'ї: Албанія, Алжир, Боснія і Герцеговина, Хорватія, Франція (Східна Корсика), Греція (Східні Егейські острови, Крит), Італія (Сардинія), Марокко, Північна Македонія, Іспанія, Сирія, Туніс, Туреччина. Росте у скелях, ущелинах, кам'янистих ділянках і осипах, віддаючи перевагу вапняку. Також росте в заростях невисоких сланких чагарників у гірських районах; зазвичай на висоті 1000-2500 метрів, але іноді опускається до 200 метрів.

## Використання
Рослина іноді збирається з дикої природи для місцевого використання в якості їжі. Його можна використовувати як підщепу для сливи та в селекційних програмах, а також часто вирощують як декоративну рослину. Фрукти їдять сирими чи приготовленими; вони не дуже смачні. З листя можна отримати зелений барвник. З плодів можна отримати барвник від темно-сірого до зеленого. Prunus prostrata є диким родичем мигдалю (Prunus dulcis, персика та нектарина (Prunus persica), сливи (Prunus domestica), терну (Prunus spinosa) та черешні (Prunus avium). Він також належить до вторинного генофонду сливи Prunus cerasifera. Вона має потенціал для використання як донор генів для покращення врожаю. Рослина використовувалася як щеплення для культурної сливи (Prunus domestica). Серцевина сірувато-коричнева зі сріблястими прожилками; заболонь рожево-біла. Зерно щільне і рівне, деревина тверда. Загалом занадто малий для багатьох цілей.